# Makovce
Makovce (in ungherese Mákos) è un comune della Slovacchia facente parte del distretto di Stropkov, nella regione di Prešov.